# 보드카레인
보드카레인(영어: Vodka Rain)은 대한민국의 밴드이다.
2005년 1월 결성된 4인조 모던 록 밴드로 팀명은 '하늘에서 보드카가 비처럼 내린다면?'이라는 생각을 바탕으로 지었다. 2007년 3월 1집 음반 발매 직후 안승준(보컬), 주윤하(베이스), 이해완(기타), 서상준(드럼)으로 현 멤버가 확정되었다.

## 활동
서울 홍익대학교 일대의 라이브 클럽에서 활동을 시작하였으며 2005년 '스카이 인디그라운드 페스티벌'에서 우승, 같은 해 연말 인디그라운드 결선에서 준우승을 차지하며 주목받기 시작했으며 9월 첫 EP를 발매하였다. 데뷔 해인 2005년부터 시작한 12월 단독 어쿠스틱 공연은 2010년까지 계속되었다.
2006년 4월에는 한국문화콘텐츠진흥원 선정 인디레이블육성지원 대상자로 선정되기도 하였으며 7월에는 송도 펜타포트 락 페스티벌, 8월 프린지 락 페스티벌에 참가, 다음해 2007년에는 펜타포트 락 페스티벌의 메인스테이지에서 공연하기도 하였다.
2007년 3월 정규 1집 음반을 발표하고 클럽 打에서 4월에 발매기념 쇼케이스를 가졌으며 7월에는 'KBS 윤도현의 러브레터(2011년 4월 현재 '유희열의 스케치북'의 전신)'에 출연하기도 하였다. 10월에는 단독 콘서트 'So Vodkarain'을 상상마당 라이브홀에서 개최하였다.
2008년 11월에 발매된 2집 'Flavor'의 수록곡 〈100퍼센트〉는 인디씬 뿐 아니라 대중적으로 더욱 인지도를 높이는 계기가 되었다.
2010년 11월에는 3집 'Faint'를 발매하였다
보컬 안승준의 영국유학으로 2011년 4월 16일 이화여고 100주년 기념관에서의 단독공연을 마지막으로 잠정 휴식기이다.

## 앨범
- 첫 번째 EP 《Extended Play》(2005.09)
- 1집 《The Wonder Years》(2007.03)
- 2집 《Flavor》(2008.11)
- 디지털 싱글 《숙취》(2009.04)
- 두 번째 EP 《이분쉼표》(2009.10)
- 3집 《Faint》(2010.11)